# Samuel Spritzman
Simon Samuel Spritzman (Chișinău, 24 aprile 1904 – Parma, 13 giugno 1982) è stato un ingegnere russo naturalizzato statunitense di religione ebraica, superstite dell'Olocausto.

## Biografia

### Infanzia e giovinezza
Samuel Spritzman nacque a Chișinău, nell'allora Impero russo, il 24 aprile 1904, da Elia Spritzman, medico, e Adelaide Faiman. La famiglia apparteneva alla borghesia ebraica, cosa non insolita in una città in cui alla data dell'ultimo censimento del 1897 gli ebrei erano più di 50.000, il 46% della popolazione cittadina, mentre erano controllati da ebrei gran parte del commercio e della nascente industria locale e la città stava per divenire di lì a pochi anni un importante centro per l'editoria ebraica. La popolazione ebraica infatti era aumentata per tutto il secolo precedente, spinta dallo sviluppo economico della capitale della Bessarabia e dal crescente antisemitismo in Russia e Polonia. Al tempo della nascita di Samuel però, l'antisemitismo aveva attecchito anche a Chișinău. Anni di propaganda antisemita di un quotidiano locale ultra-nazionalista erano sfociati nel 1903, l'anno precedente alla nascita di Samuel, nel pogrom di Chișinău, che aveva causato 49 vittime e innumerevoli distruzioni e saccheggi e aveva avuto un'eco internazionale. Nel 1905 la cosa si ripeté, causando meno vittime, 19, poiché nel frattempo erano stati creati gruppi di autodifesa ebraici.
Dopo la firma del Trattato di Brest-Litovsk e l'occupazione della regione da parte di truppe rumene, nell'aprile 1918 l'intera Bessarabia venne annessa al Regno di Romania. Spritzman in questo periodo frequentò il liceo classico in lingua russa. La comunità di Chișinău vide nel frattempo una rinnovata crescita demografica, grazie all'afflusso di profughi in fuga dai pogrom in corso nella Repubblica Popolare Ucraina attraversata dalla guerra civile. Anche in Romania però gli ebrei erano soggetti a periodiche discriminazioni, cui cadde soggetto lo stesso Spritzman, al quale fu rifiutata l'iscrizione da numerose università della regione a causa della sua fede religiosa. Avendo zii residenti a Parma dunque, egli decise di trasferirsi in Italia, frequentando la facoltà di ingegneria prima per due anni presso l'Università di Parma e poi per tre anni presso l'Università di Torino.
Finita l'università, Spritzman iniziò a lavorare alla RIV, azienda metalmeccanica nell'orbita FIAT (la proprietà era partecipata da Giovanni Agnelli) sita a Villar Perosa, divenendo capo dell'ufficio relazioni con l'Unione Sovietica, partecipando ai lavori connessi agli appalti ottenuti dal gruppo torinese in terra sovietica. Nel 1930 si trasferì direttamente presso la FIAT, mentre nel 1937 si trasferirà a Milano presso un'altra società del gruppo, la Magneti Marelli.

### La persecuzione

#### La persecuzione dei diritti
Il 5 settembre 1938 fu pubblicato il primo decreto di quelle che diverranno note come leggi razziali, a cui seguì due giorni dopo, il 7 settembre, un decreto contenente misure contro gli ebrei stranieri, che quindi furono tra le primissime categorie ad essere colpite. In tale decreto si imponeva agli ebrei stranieri (o agli ebrei italiani naturalizzati dopo il 1919, ai quali fu contestualmente tolta la cittadinanza) di lasciare l'Italia entro il 12 marzo 1939. Se tale espulsione di massa fu in realtà sospesa a causa della sua impossibilità pratica, visti gli ostacoli all'immigrazione ebraica posti un po' da tutti gli altri paesi, la scadenza venne mantenuta come momento a partire dal quale fu vietato agli ebrei stranieri di lavorare sul territorio nazionale. Anche Spritzman venne dunque licenziato dalla Magneti Marelli il 5 aprile 1939 e costretto a tornare a Torino (dove aveva la residenza). Nello stesso anno Spritzman divenne apolide, in seguito a una svolta antisemita in Romania da parte del governo Goga, che approvò una serie di leggi antisemite, tra le quali una legge che imponeva agli ebrei naturalizzati dopo il 1918 di presentare nuovamente la richiesta di naturalizzazione entro 20 giorni dalla pubblicazione della legge, provando di non essere immigrati in Romania dopo quella data. Tali leggi colpirono buona parte degli ebrei rumeni (la maggior parte di essi infatti erano residenti nelle regioni annesse alla Romania dopo la prima guerra mondiale, Transilvania, Banato e Bessarabia) e portarono tra 1938 e 1939 alla rimozione della cittadinanza rumena a circa il 30% degli ebrei rumeni, che per vari motivi non erano riusciti a presentare i documenti richiesti nel brevissimo termine previsto dalla legge.
Con l'entrata in guerra dell'Italia la persecuzione antisemita fece un ulteriore salto di qualità. Il 15 giugno 1940 venne infatti ordinato l'internamento, assieme ai cittadini abili alla leva - ebrei o meno - di nazioni nemiche, anche degli ebrei stranieri "appartenenti a Stati che fanno politica razziale", vale a dire Germania e i territori da essa conquistati, Polonia e Cechia; oppure apolidi (per gli ebrei slovacchi, rumeni, ungheresi e greci si prevedeva invece l'espulsione). Furono dunque condotti arresti di massa contro gran parte degli uomini ebrei stranieri, che furono portati inizialmente nelle carceri cittadine e solo in seguito nei campi di internamento, dove furono portati anche donne e bambini (ma solo in certi casi fu permesso il ricongiungimento familiare). Oltre ad essere portati in campi di internamento veri e propri, ad alcuni internati venne data la possibilità di essere internati liberi, una sorta di confino, con l'obbligo di residenza in una particolare località e molte altre limitazioni alla libertà personale come il coprifuoco, il divieto di avere apparecchi radio, leggere giornali stranieri, ospitare familiari e così via. Per il sostentamento venivano date dallo Stato 8 lire giornaliere ai capifamiglia e 4 lire agli altri membri della famiglia, più 50 lire mensili per l'alloggio: un sussidio insufficiente che costringeva a una condizione di estrema povertà. Anche Spritzman, in quanto apolide, venne quindi arrestato nel giugno 1940 mentre si trovava a Parma. Dapprima portato nelle carceri cittadine, fu poi destinato a Nepi (VT), in internamento libero a partire dal luglio 1940.
Nel frattempo però, la Bessarabia era divenuta sovietica con l'invasione sovietica della regione nel giugno-luglio 1940, concordata con la Germania nell'ambito del Patto Molotov-Ribbentrop. L'ambasciata sovietica poté così interessarsi del caso di Spritzman e fare pressioni per liberarlo (in quanto divenuto ora cittadino di un paese neutrale), cosa che fu ottenuta nell'aprile 1941, mese in cui gli fu anche concessa la cittadinanza sovietica per sei mesi e in cui venne assunto dall'ufficio stampa dell'ambasciata. La ritrovata libertà tuttavia non durò che un paio di mesi. Il 22 giugno 1941 infatti la Germania attaccò l'Unione Sovietica, rompendo il trattato di non aggressione, e nello stesso giorno seguirono le dichiarazioni di guerra italiana e rumena. Spritzman tentò di nascondersi nell'ambasciata, ma il 27 giugno venne arrestato dall'OVRA e incarcerato a Regina Coeli per un mese, per poi essere internato nel luglio nel campo di Corropoli (TE), dove erano rinchiusi in maggioranza perseguitati politici italiani e jugoslavi. Il campo era perciò dotato di filo spinato, e non era lasciata agli internati alcuna libertà di movimento se non in misura ridotta e sotto stretta sorveglianza. Qui però le sue condizioni di salute peggiorarono e fu sottoposto anche ad un intervento operatorio. Del caso si interessò dunque la Segreteria di Stato vaticana, che fece pressioni affinché fosse rimesso in libero internamento. La richiesta fu infine accolta nel marzo 1942 e Spritzman fu nuovamente trasferito, questa volta a Parma, dove rimase in regime di libertà vigilata ma poté perlomeno contare sull'assistenza dei suoi parenti, sua zia Riwka Spritzman e il marito di lei Ferruccio Candian (fratello del noto giurista Aurelio).

#### La persecuzione della vita
Ricercato dai tedeschi, dopo l'8 settembre 1943 fu da questi arrestato e incarcerato nuovamente nelle carceri cittadine di Parma. Da qui fu internato il 18 novembre al Castello di Scipione, presso Salsomaggiore Terme (PR), dove venne interrogato dalle SS, perché sospettato di essere un agente dell'NKVD, i servizi segreti sovietici. In questa occasione gli venne fatta da parte tedesca anche un'offerta di collaborazione come tecnico (forse anche grazie alla sua conoscenza delle lingue), alla quale Spritzman oppose un netto rifiuto arrivando a dichiarare esplicitamente che avrebbe tentato di fare azioni di sabotaggio se costretto a collaborare con la forza. Il 22 febbraio fu quindi trasferito a Bologna, nelle carceri cittadine di San Giovanni in Monte, nella sezione gestita dalla Gestapo, che lo sottopose a pesanti torture. Il 29 aprile venne nuovamente trasferito, questa volta a Verona, nei forti di San Leonardo e San Mattia, adibiti a carceri sotto amministrazione tedesca. Qui sarà costretto ai lavori forzati consistenti nel recupero di bombe inesplose tra Verona, Mantova e Cremona. Venne poi spostato prima nel campo di transito di Bolzano, poi nei suoi sottocampi di Merano e Certosa, entrambi destinati allo sfruttamento della manodopera dei deportati per il trasporto delle merci dalle locali stazioni ferroviarie (nel caso di Certosa si trattava del punto di raccolta delle merci pregiate razziate dai tedeschi in Italia). Dopo un breve ritorno a Bolzano fu infine deportato col convoglio numero 18 nel campo di sterminio di Birkenau, dove arrivò il 28 ottobre 1944, dopo quattro giorni di viaggio. Un'altra deportata nota nello stesso convoglio fu Piera Sonnino, che sarà poi importante testimone della Shoah italiana.
Spritzman fu messo nel Lager BIId, o Männerlager, campo maschile, e destinato a lavori manuali, col numero di matricola B-13735. In seguito però fu accusato di aver sabotato delle mitragliatrici assieme a internati russi e venne spedito nel famigerato Block 11 del Lager principale di Auschwitz I. Questo era la prigione del campo ed era chiamato "blocco della morte" dagli internati, a causa dell'altissimo tasso di mortalità causato dalle durissime condizioni di prigionia e dal fatto che le sentenze emesse dalla Gestapo del campo erano solitamente di condanna a morte, eseguite davanti a un muro posto tra i blocchi 10 e 11 chiamato parete nera. Ciò nonostante Spritzman sopravvisse, rimanendovi fino al dicembre 1944. A questa data, quando era già stato interrotto l'omicidio di massa nelle camere a gas, e alcune di queste iniziavano a essere demolite, ma non erano ancora iniziate la completa evacuazione del campo e le marce della morte, egli venne infatti trasferito, dopo una sosta presso le carceri di Breslavia, al Lager di Gross-Rosen, dove ricevette un nuovo numero di matricola, J91639. Da qui venne poi spostato nel sottocampo di Landeshut, in Bassa Slesia, dapprima lavorando presso una fabbrica di cuscinetti a sfera, poi costretto a scavare le trincee di difesa alla città fino al 9 maggio 1945, quando venne infine liberato dalle truppe sovietiche del 1º Fronte Ucraino.

### Il ritorno e il dopoguerra
Una volta liberato, si unì a un gruppo di lavoratori civili italiani (ex IMI), coi quali, passando per Iglau e Brno in Cecoslovacchia, e per Vác in Ungheria, raggiunse Budapest alla fine di maggio. Da qui, falsificando la propria nazionalità e grazie al sostegno di associazioni sioniste ed ex deportati, riuscì infine a essere riportato dalla Croce Rossa in Italia, arrivando a Milano nell'agosto 1945 e tornando a Parma poco dopo. Nel novembre 1945 ottenne il riconoscimento di perseguitato politico, anche grazie all'interessamento dell'allora prefetto di Parma, il comunista Giacomo Ferrari. Già nei primi mesi dopo l'arrivo in Italia iniziò a raccogliere la documentazione relativa alla propria persecuzione, attività che continuerà anche negli anni successivi.
In seguito si unì alla vedova del cugino, Ada Tedeschi, anch'essa ebrea, che lo seguirà quando nel 1951 si trasferì per lavoro negli Stati Uniti, e con cui si sposerà nel 1969. Nel 1956 nel frattempo aveva ottenuto la cittadinanza statunitense. Nel 1973, andato in pensione, tornò con la moglie a Parma, dove entrambi ritrovarono i propri parenti (viveva ancora la zia di Spritzman, Riwka, che durante la guerra era stata fatta fuggire in Svizzera dalla rete di assistenza di Pellegrino Riccardi).

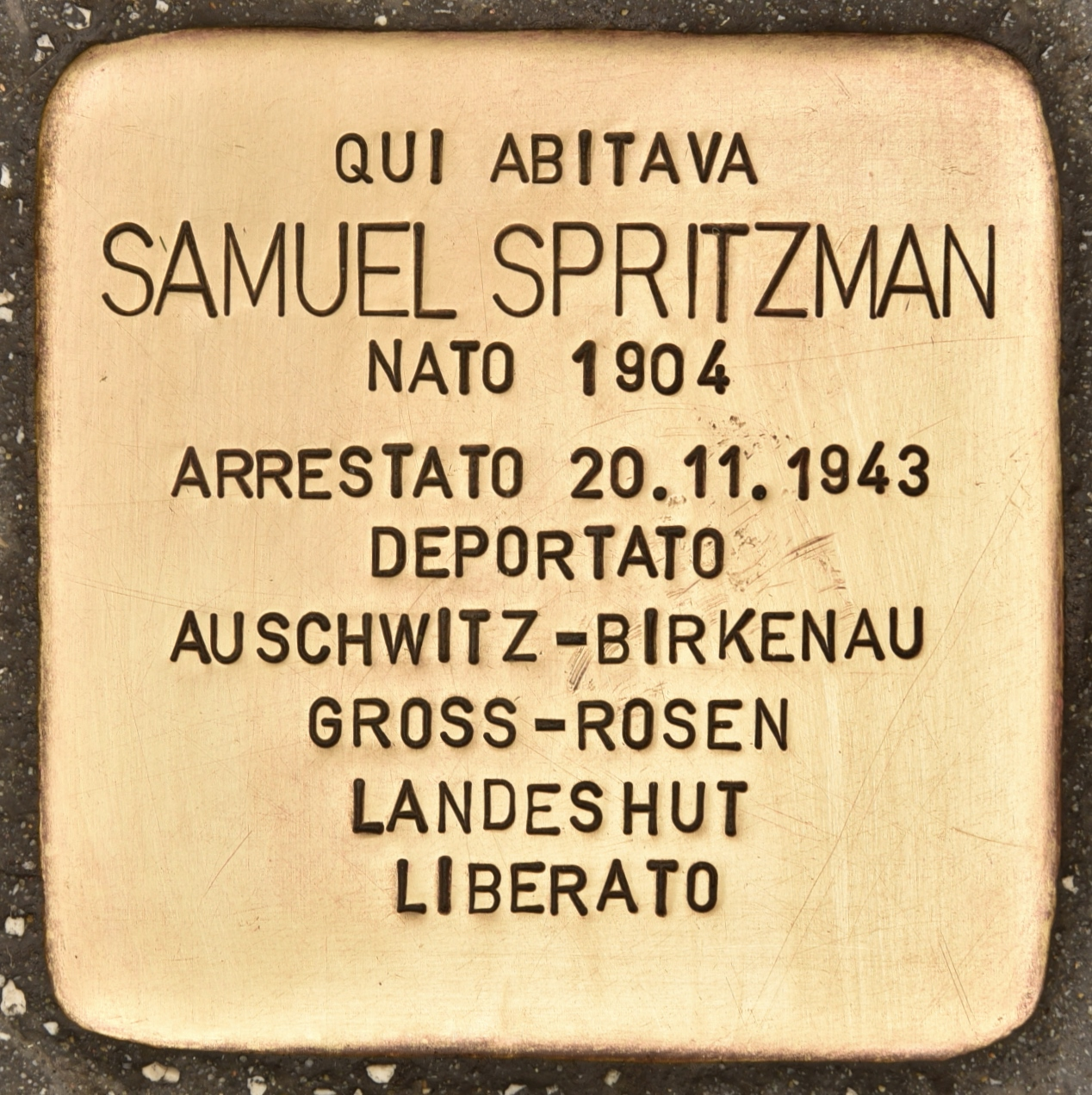
Pietra d'inciampo dedicata a Samuel Spritzman

Dopo varie malattie, conseguenza del periodo passato nei Lager, Samuel Spritzman morì a Parma il 13 giugno 1982, a 78 anni, nella sua residenza parmigiana in Via Mascagni. È sepolto nel cimitero ebraico parmigiano.

## Ricordo
Il lavoro di ricerca e ricostruzione documentale della propria vicenda, iniziato da Spritzman già poco dopo il ritorno in Italia nel 1945, ha contribuito a rendere la sua vicenda di particolare interesse. I documenti raccolti sono stati infatti donati negli anni novanta dalla moglie Ada Tedeschi (all'epoca presidente della comunità ebraica di Parma) al Yad Vashem, il memoriale dell'Olocausto in Israele. Nello stesso periodo la moglie donò anche oggetti personali del marito - il cappello a righe, un cappotto, la stella gialla, gli strumenti di lavoro usati in prigionia - al Museo ebraico Fausto Levi di Soragna, gestito dalla stessa comunità ebraica locale.
Nel 2006 poi, nell'ambito delle celebrazioni per il Giorno della Memoria, è stata organizzata dal Museo ebraico di Bologna (in collaborazione col Museo ebraico Fausto Levi e con l'Istituto storico di Parma) una mostra monografica dal titolo Samuele Simone Spritzman. Un ebreo sopravvissuto ad Auschwitz. Da Kishinev a Parma, in mostra per un mese tra gennaio e febbraio di quell'anno. Il lavoro di studio e preparazione per la mostra è poi sfociato in una monografia dallo stesso titolo, curata dall'allora direttore del museo Franco Bonilauri e dalla collaboratrice del museo Vincenza Maugeri, con prefazione di Liliana Picciotto.
La sua storia è stata trattata inoltre anche all'interno di una pubblicazione dell'Istituto Storico della Resistenza parmigiano dedicata agli internati civili a Parma tra 1940 e 1945, pubblicata nel 2010.
Il 6 febbraio 2019 infine, nell'ambito di un'iniziativa promossa dal Comune di Parma, è stata posta una pietra d'inciampo davanti al luogo in cui sorgeva Villa Candian e in cui Spritzman soggiornò in internamento libero tra 1942 e 1943, in Strada Martiri della Libertà 13 (all'epoca Viale Umberto I 27).